# Shen Yue
Pour les articles homonymes, voir Shen.
Œuvres principales
Livre des Song
Shen Yue (chinois : 沈約 ; pinyin : Shĕn Yuē ; EFEO : Chen Yue) est un écrivain chinois, né en 441, mort en 513. Il a pour surnom Xiuwen.

## Biographie
Shen Yue est né dans une grande famille du sud de la Chine. Son père, impliqué dans une rébellion, est exécuté en 453. Il est d'abord au service de diverses personnalités sous la dynastie Song du Sud. Il rédige alors une Histoire des Jin, désormais disparue. Avec l'avènement des Qi du Sud en 479, il entre au service de Xiao Zhangmao (en), futur prince héritier. Il devient l'ami du prince de Jingling, Xiao Ziliang (460-494) : il fait alors partie des Huit Amis de Jingling (zh), célèbre association littéraire, qui comprenait aussi Xie Tiao, Wang Rong (zh), Xiao Yan. Shen est durant ces années, celle de l'ère Yongming (483-493), l'un des principaux représentants de la poésie de Yongming (en). Ces années sont décisives dans l'histoire de la poésie chinoise : c'est en effet alors que la prosodie intègre les quatre tons de la langue chinoise,.
Au service de Xiao Yan, il participe à la fondation de la nouvelle dynastie Liang, dont Xiao est le premier empereur en 502. Il a alors une grande influence dans le milieu littéraire. Il soutient Liu Xie, auteur du Wenxin diaolong, traité d'esthétique littéraire. Il est précepteur du prince héritier Xiao Tong, futur auteur du Wenxuan, une anthologie renommée,.

## Œuvre
L'œuvre poétique de Shen Yue est inséparable des règles tonales en matière de prosodie. Elle se caractérise aussi par des recherches formelles élaborées. Ses thèmes de prédilection sont l'amour et la beauté féminine, mais il excelle aussi dans le poème paysager. On lui a injustement reproché son formalisme et sa frivolité, ainsi de Zhong Rong, qui ne le classe pas au premier rang de son anthologie,.
Bien que n'ayant jamais renié le taoïsme, religion de sa famille, Shen Yue s'est surtout intéressé au bouddhisme. Il est notamment l'auteur d'une réfutation de l'essai du penseur confucéen Fan Zhen (en), De la destructibilité de l'esprit (Shen mie lun). Alors que pour Fan Zhen l'âme disparaît en même temps que le corps, Shen Yue est partisan dans une perspective bouddhiste de sa permanence.
Historien, Shen Yue est l'auteur d'un Livre des Jin, inachevé et disparu excepté quelques fragments, et d'Annales de l'empereur Wu (Wu de la dynastie Qi (en)), elles aussi disparues. Il est surtout l'auteur de l'une des Vingt-Quatre Histoires officielles, celle du Livre des Song. Il s'agit d'une compilation de travaux antérieurs, sauf le passage sur les années 460 à 479 et certaines monographies qui sont de la main de Shen lui-même. Parmi les monographies, celle sur la musique et le yuefu ainsi que la postface à la biographie du poète Xie Lingyun sont des documents remarquables pour l'histoire de la musique et de la littérature.

## Phonétique et prosodie
C'est surtout la découverte du système des tons et son introduction dans la poésie, par l'intermédiaire du sanskrit, au travers des textes récités par les moines bouddhistes, que la postérité a retenu de l'œuvre de Shen Yue. Shen Yue présente sa découverte des tons dans un ordre, plat-montant-partant-rentrant, qu'il met en correspondance avec l'ordre naturel, en particulier celui des saisons, printemps-été-automne-hiver, et celui des orients, Est-Sud-Ouest-Nord. Aussi le respect de règles tonales en poésie est-il justifié comme produisant une harmonie en accord avec l'harmonie cosmique. Les quatre tons sont eux-mêmes répartis en deux catégories : ping, le ton plat, et ze, les tons défléchis (les trois autres tons), répartition sur laquelle repose la prosodie de la poésie classique. Le système des correspondances entre tons, saisons, orients, permet de plus à Shen Yue d'imaginer un schéma de « boucles » (niu), dans lequel se répartit chacune des syllabes homophones prononcées selon chacun des quatre tons.

## Traduction
- Paul Demiéville (dir.), Anthologie de la poésie chinoise classique, Paris, Gallimard, « Poésie », 1962.  — « Chen Yue », p. 184